# Uwe Neumann (Schwimmtrainer)
Uwe Neumann (* 1943 oder 1944; † 27. Januar 2025) war ein  deutscher Schwimmtrainer. 1997 wurde er wegen seiner Stasitätigkeit vom DSV entlassen, 1999 wurde er wegen vorsätzlicher Körperverletzung im Rahmen des DDR-Zwangsdoping-Systems zu einer Geldstrafe verurteilt.

## Werdegang
Neumann schloss in den 1960er Jahren sein Sportstudium an der Deutschen Hochschule für Körperkultur in Leipzig als Diplom-Sportlehrer ab. Anschließend übernahm er für einige Jahre das Schwimmtraining beim SC Einheit Dresden, wo er unter anderem Ulrike Richter und Rica Reinisch trainierte. Seine Trainingsgruppe gehörte zum staatlich verordneten Doping im DDR-Leistungssport. Er wurde vom Amtsgericht Dresden zu 8000 Mark Strafe verurteilt, weil er zwischen 1973 und 1989 neun Aktiven ohne deren Wissen Doping verabreicht hat. Im Ministerium für Staatssicherheit wurde Neumann von 1974 bis 1989 als inoffizieller Mitarbeiter Holbert geführt.
Nach der Wende und friedlichen Revolution trat er 1991 am Olympiastützpunkt Leipzig das Amt des Honorartrainers im Deutschen Schwimm-Verband (DSV) an. Gegen Neumann ermittelte 1996 die Kriminalpolizei, 1997 wurde er wegen seiner Stasitätigkeit vom DSV entlassen, die eingereichte Kündigungsschutzklage blieb erfolglos. Mitgekündigt wurde Volker Frischke. Neumann setzte seine Tätigkeit beim SC Riesa fort, wo er weiterhin Katrin Jäke und Jens Kruppa betreute. 1999 wurde er wegen vorsätzlicher Körperverletzung durch Doping an Minderjährigen in neun Fällen zu einer Geldbuße verurteilt. Neumann soll während der Vernehmungen gestanden haben. Seit 2009 trainierte er am Landesstützpunkt in Dresden.
Zu den von ihm betreuten Schwimmern gehörten zudem Christine Herbst, Gudrun Wegner, Sylvia Eichner, Lothar Noack, Jürgen Krüger, Christian Lietzmann, Rene Kolonko, Fabian Sadowski, Janine Pietsch und Johannes Neumann.
Neumann starb am 27. Januar 2025 im Alter von 81 Jahren an den Folgen einer Krebserkrankung.

## Aufsätze
- Uwe Neumann: Betrachtungen zum Brustschwimmen. In: Der Schwimmtrainer, Band 30, Nr. 95, 15. März 2009